# Skalnica śnieżna

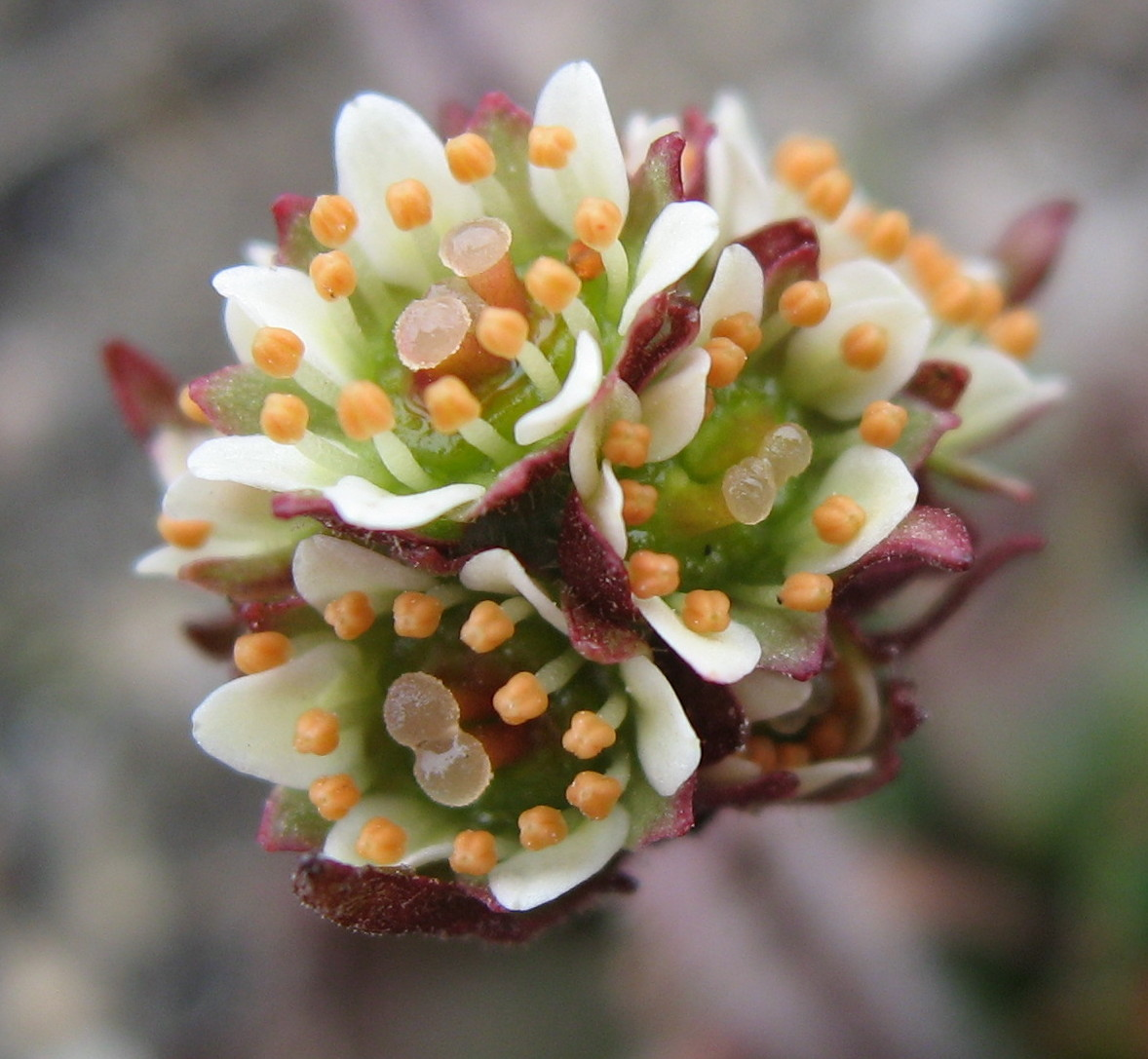
Kwiatostan

Skalnica śnieżna (Micranthes nivalis (L.) Small) – gatunek rośliny z rodziny skalnicowatych. Występuje w północnej części Eurazji i Ameryki Północnej – pod względem rozmieszczenia ogólnego reprezentuje element arktyczny. Izolowane stanowisko wysunięte na południe znajduje się w Małym Śnieżnym Kotle w Karkonoszach. W Polsce jest reliktem glacjalnym, który w okresie zlodowacenia przywędrował z północy.
Polska zwyczajowa nazwa rodzajowa wynika z klasyfikacji tego gatunku tradycyjnie do rodzaju skalnica Saxifraga, z którym rośliny z rodzaju Micranthes okazały się odlegle spokrewnione.

## Morfologia
PokrójRoślina darniowa, skalna, jej pędy tworzą skupienia.
ŁodygaZe zwartej poduszki liści wyrastają do góry nieulistnione pojedyncze, owłosione łodygi kwiatowe. Osiągają wysokość do 15 cm.
LiścieŻywozielone, krótkoogonkowe, gęsto osadzone wyrastają okółkowo tuż przy ziemi, tworząc poduszkę. Są one dość grube, mięsiste, łopatowate, zwężające się ku nasadzie. Cechą charakterystyczną jest falisto wcięty brzeg blaszki. Pod żywymi listkami zwykle jest podściółka z listków uschniętych.
KwiatyPędy kwiatowe wyrastają wyłącznie z kątów liści. Na ich wierzchołkach wyrasta kilka niepozornych białych kwiatków zebranych w główki.
OwocTorebka pękająca na szczycie. Roślina wytwarza również rozmnóżki.
Gatunki podobneSkalnica jastrzębcowata (Micranthes hieraciifolia). Zaobserwowano występowanie pośrednich form między tymi gatunkami.

## Biologia i ekologia
Bylina. Roślina arktyczna i górska, chamefit występujący na wysokogórskich skalnych półkach bazaltowych. W Karkonoszach występuje w piętrze subalpejskim.

## Zagrożenia
Informacje o stopniu zagrożenia w Polsce na podstawie:
- Polskiej Czerwonej Księgi Roślin – gatunek krytycznie zagrożony (kategoria zagrożenia CR)[8][9].
- Czerwonej listy roślin i grzybów Polski (2006) – gatunek wymierający, krytycznie zagrożony (kategoria zagrożenia E)[10]; 2016: CR (krytycznie zagrożony)[11].